# 51895 Biblialexa
51895 Biblialexa este un asteroid din centura principală de asteroizi.

## Descriere
51895 Biblialexa este un asteroid din centura principală de asteroizi. A fost descoperit pe 19 august 2001 la Observatorul din Ondřejov de Petr Pravec și Peter Kušnirák. Asteroidul prezintă o orbită caracterizată de o semiaxă mare de 3,01 ua, o excentricitate de 0,09 și o înclinație de 11,0° în raport cu ecliptica.